# Zalaznik
Zalaznik je priimek več znanih Slovencev:
- Aleksander Zalaznik, strojnik, menedžer (Danfoss), predsednik Združenja Menedžer
- Aljaž Zalaznik, nogometaš
- Barbara Zalaznik Matos, violinistka
- Franc Zalaznik - Leon (1907—1973), komunist, partizan in pisatelj
- Helena Zalaznik, glasbena pedagoginja, violinistka
- Ivan Zalaznik (1899-1977)?, filmski snemalec - amater (že 1921, 1945...)
- Janez Zalaznik (*1963), slikar, grafični oblikovalec, publicist
- Jernej Zalaznik (*1967), igralec namiznega tenisa
- Maja Zalaznik (prej Maja Makovec Brenčič)
- Mira Miladinović Zalaznik (*1952), literarna zgodovinarka, prevajalka
- Mirjam Zalaznik (1899—1982), misijonarka, šolnica v Indiji (loretinka)
- Primož Zalaznik (*1984), (violon)čelist Dunajskih filharmonikov
- Rezika Zalaznik (1909-1942), sodelavka NOB
- Tomaž Zalaznik, založnik (Nova revija)
- Tom Zalaznik, RTV-sindikalist
- Tone Zalaznik, arhitekt